# 임현정 (1970년)
임현정(1970년 12월 25일 ~ )은 대한민국의 가수이다.
현재 거주지는 서울특별시이다.

## 데뷔
- 2001년 노래 '그 여자의 마스카라'

## 음반
- 2001년 그 여자의 마스카라
- 2003년 여심 / 청산은 나를 보고
- 2007년 외로움은 싫어요
- 2011년 사랑아
- 2017년 사랑아 / 잊을건 잊어야지[1]
- 2019년 여인의 탱고 / 사랑아
- 2020년 임현정 가요 베스트
- 2021년 봉선화 첫사랑
- 2021년 월드 월간 뮤직
- 2022년 월드 E&S 월간뮤직 2탄
- 2023년 그래 가까이꺼
- 2024년 모란꽃 여인